# NGC 4850
NGC 4850 је лентикуларна галаксија у сазвежђу Береникина коса која се налази на NGC листи објеката дубоког неба.
Деклинација објекта је + 27° 58' 6" а ректасцензија 12h 58m 21,7s. Привидна величина (магнитуда) објекта NGC 4850 износи 14,4 а фотографска магнитуда 15,4. NGC 4850 је још познат и под ознакама MCG 5-31-40, CGCG 160-63, NPM1G +28.0251, DRCG 27-137, PGC 44449.